# O junacima i grobovima
O junacima i grobovima (špa. Sobre héroes y tumbas) je roman argentinskog pisca Ernesta Sabata; na njemu je radio trinaest godina, a objavljen je 1961. To je njegov drugi roman od ukupno tri koja je napisao (druga dva su: Tunel i Abadon, anđeo uništenja).  Smatra se najuspješnijim djelom trilogije i autoru je donio svjetsku slavu.
Sastoji se od četiri dijela.  U prva dva, Zmaj i princeza i Nevidljiva lica, opisuje čudnu ljubavnu vezu između Martina, osjetljivog mladića narušenog odnosa s roditeljima, i Alejandre, zagonetne djevojke osebujnog ponašanja, porijeklom iz stare, nekada ugledne argentinske obitelji.  Treći dio, Izvještaj o slijepima, objavljen i kao samostalno djelo, opisuje morbidno istraživanje Fernanda Vidala Olmosa, okrutnog i naizgled sasvim poremećenog paranoika opsjednutog slijepcima i zlom.  Posljednji dio, Nepoznati bog, bavi se Martinom i Brunom nakon tragedije najavljene na početku, njihovim nadvladavanjem životnih teškoća.  Radnja romana nema određeni vremenski slijed, isprepliću se događaji iz prošlosti i sadašnjosti, a ubačene su i epizode iz argentinske nacionalne prošlosti;  Argentina i Buenos Aires također imaju istaknutu ulogu u djelu.
O junacima i grobovima se često opisuje kao totalni roman jer autor u njemu obrađuje gotovo sve teme koje su ga u životu zaokupljale, od političkih i povijesnih, moralnih, egzistencijalnih, metafizičkih, teoloških i estetskih.  Američki glumac John Malkovich otkupio je prava na ekranizaciju.